# Église Saint-Pierre-du-Queyroix
L'église Saint-Pierre-du-Queyroix (Sent Peire dau Cairoi  en occitan limousin), située dans le quartier du château, est une des principales églises de Limoges, ville du département français de la Haute-Vienne en région Nouvelle-Aquitaine.

## Histoire
D'architecture gothique, datant des XIIIe et XVIe siècles, elle conserve des éléments d'époque romane. Au XIXe siècle, on lui a ajouté des éléments d'évocation gothique, tels des pignons, des balustrades et des toits en pavillon recouverts d'ardoise. Le clocher reste sans équivoque d'inspiration romane.
L'église recèle des retables baroques provenant de l'ancienne chapelle des Jésuites, située désormais dans l'enceinte du lycée Gay-Lussac.
Le bienheureux Bernard Bardon de Brun y est enterré en 1625 et ses restes sont transférés dans une autre sépulture, toujours dans l'église, en 1666. Sa sépulture attire les pèlerins qui le considèrent comme un saint.
La crypte abrite un ossuaire. 
L'homme politique Guillaume Grégoire de Roulhac y est baptisé le 6 mai 1751, jour de sa naissance. Le maréchal de France Thomas Robert Bugeaud né à Limoges le 15 octobre 1784 y est baptisé le même jour. 
Elle est classée aux Monuments historiques depuis le 9 juillet 1909.

## Vitraux
L'église recèle entre autres un vitrail du XVIe siècle, œuvre de Jean Pénicaud représentant la mort et le couronnement de la Vierge.
Gustave Doré a fait le carton d'un vitrail réalisé en 1875 représentant La pêche miraculeuse.

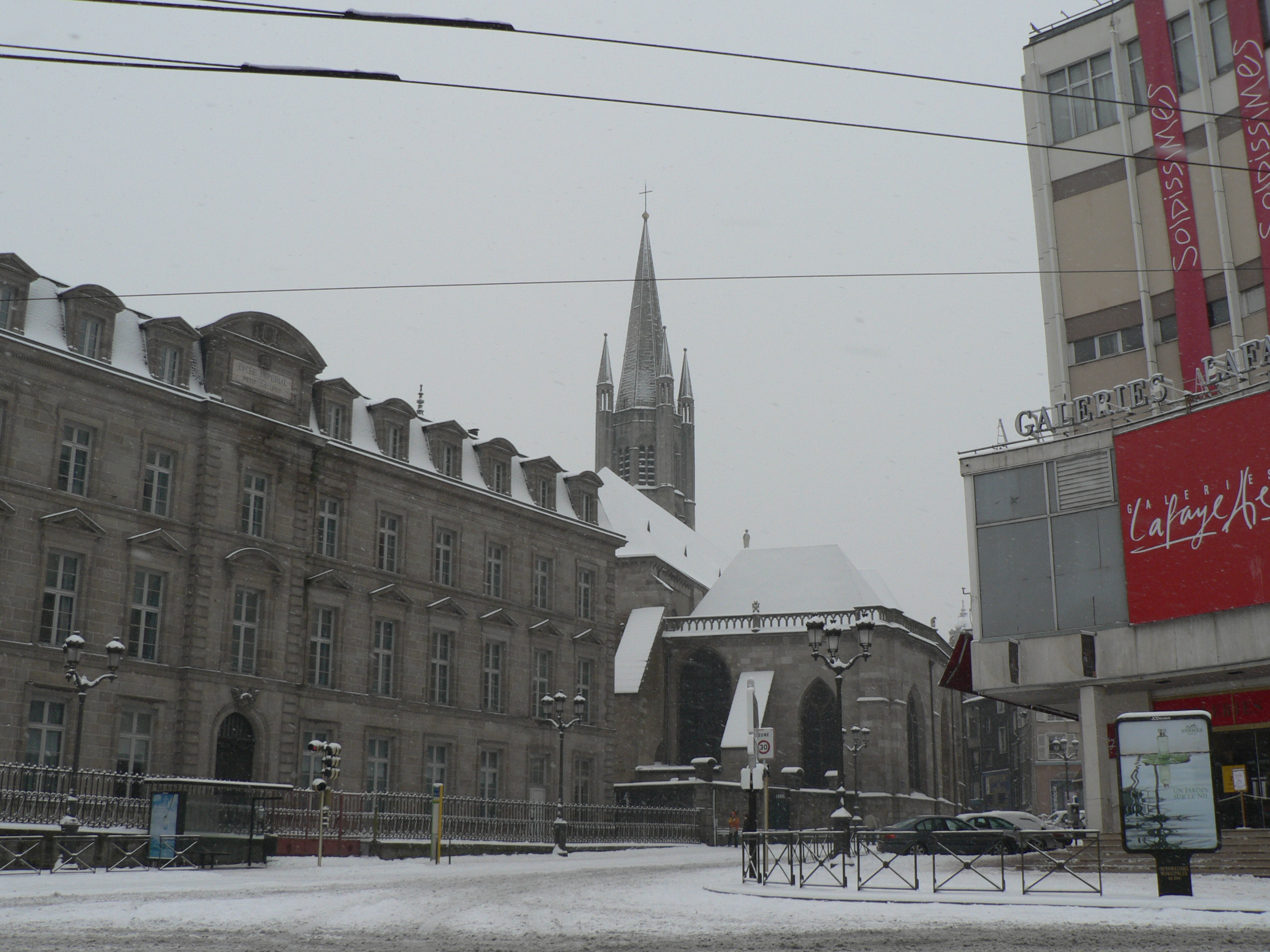
Le carrefour Tourny, le lycée Gay-Lussac et, en arrière-plan, l'église Saint-Pierre.